# (9670) Magni
(9670) Magni es un asteroide perteneciente al cinturón de asteroides, descubierto el 10 de julio de 1997 por Andrea Boattini desde el Observatorio de Campo Imperatore, L'Aquila (Abruzzo), Italia.

## Designación y nombre
Designado provisionalmente como 1997 NJ10. Nombrado en honor a Gianfranco Magni (n. 1943), quien se incorporó al Istituto di Astrofisica Spaziale en Roma en 1975. Ha trabajado en la física del interior de las estrellas, en particular en la ecuación del estado del gas a alta presión y temperatura. Actualmente, su principal campo de interés es el origen del sistema solar y de los sistemas planetarios en general, con especial atención a la estructura y evolución de los discos circunestelares y la formación de planetas gigantes. Involucrado también en el estudio del origen y la estructura de los cometas, es miembro del equipo de la misión cometaria Rosetta. Amante de la música antigua, toca la flauta dulce y pertenece a dos grupos musicales, "L'Amoroso Cantar" (música medieval) e "Il Martellato" (música renacentista).

## Características orbitales
Magni está situado a una distancia media del Sol de 2,990 ua, pudiendo alejarse hasta 3,136 ua y acercarse hasta 2,845 ua. Su excentricidad es 0,049 y la inclinación orbital 10,301 grados. Emplea 1888,84 días en completar una órbita alrededor del Sol.
Los próximos acercamientos a la órbita de Júpiter ocurrirán el 1 de julio de 2034, el 27 de marzo de 2071 y el 3 de enero de 2117.
Pertenece a la familia de asteroides de (221) Eos.

## Características físicas
La magnitud absoluta de Magni es 12,63. Tiene 12,582 km de diámetro y su albedo se estima en 0,081.